# Holme Olstrup
Holme Olstrup – miasto w Danii, w regionie Zelandia, w gminie Næstved.